# Ustra

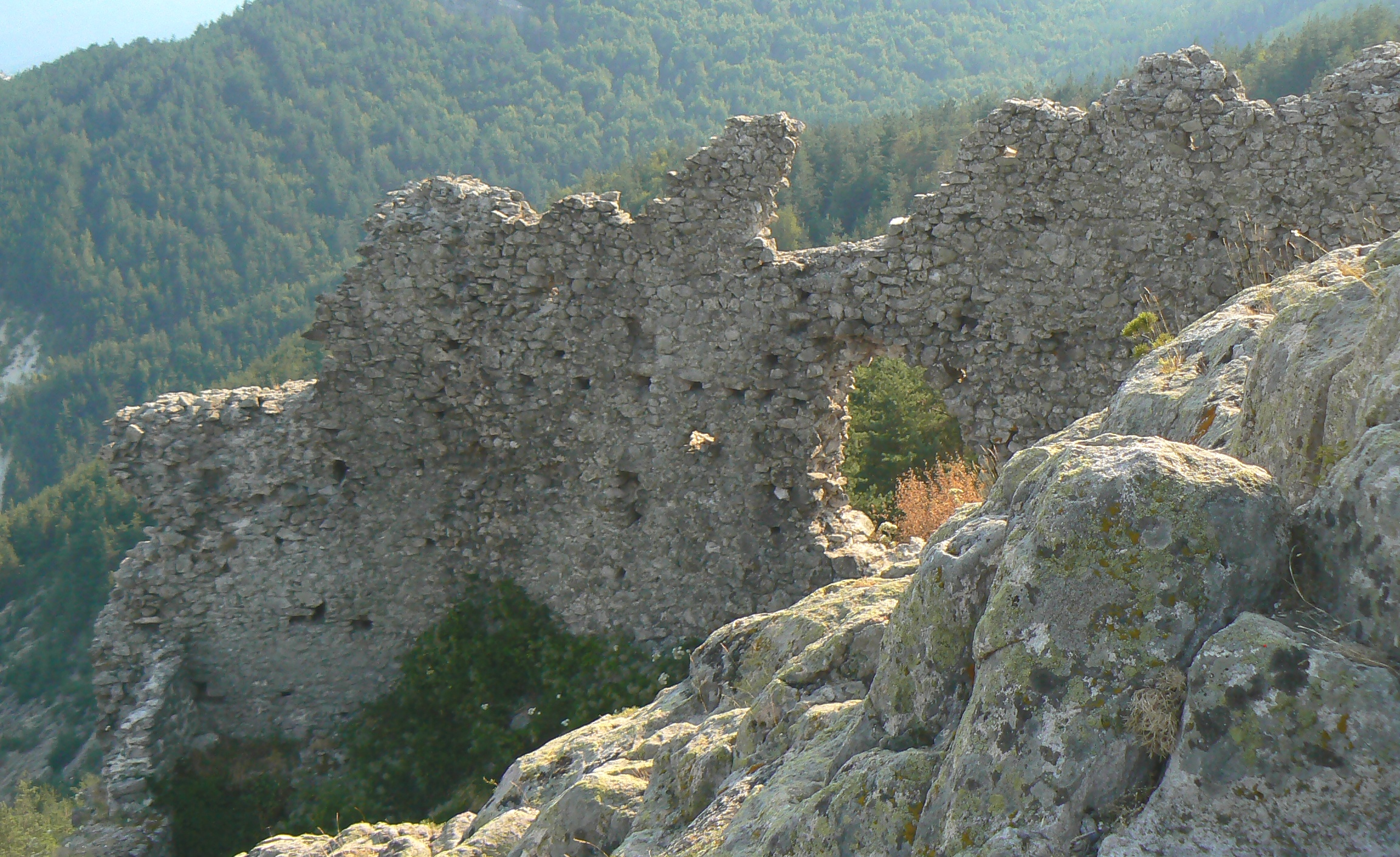
Ruinas de Ustra.

Ustra (en búlgaro: Устра) es un castillo en las montañas orientales Ródope, al sur de Bulgaria. Sus ruinas se encuentran a 4 kilómetros al suroeste del pueblo de Ustren situado en una colina a unos 800 metros sobre el nivel del mar.
La fortaleza fue construida en el siglo X para proteger una importante ruta comercial. Ella fue tomada por los ejércitos de Simeón I de Bulgaria (893-927) pero después de su muerte estuvo entre los territorios devueltos a Bizancio a cambio del reconocimiento del título imperial de los gobernantes búlgaros. Entre los siglos XII y XIV frecuentemente cambio de manos entre los dos imperios pero los bizantinos la mantuvieron durante la mayor parte del tiempo.
Las ruinas se encuentran a 1,5 kilómetros  del camino entre Ustren y Zlatograd. Hay una cabaña con el mismo nombre cerca. La altura conservada de los muros alcanza los 10 metros.